# Llanelli RFC
Der Llanelli Rugby Football Club ist ein Rugby-Union-Verein, der in der Welsh Premier Division spielt. Die Heimspiele werden im Parc y Scarlets ausgetragen.

## Geschichte
Der Club wurde 1872 gegründet. Einer der Gründungsväter, John Rogers, hatte den Sport in dessen Geburtsstätte, der Rugby School, kennengelernt. Aufgrund mangelnder Konkurrenz dauerte es bis 1876, bis das erste Spiel gegen Swansea ausgetragen werden konnte. Austragungsort war der People’s Park in Llanelli. 1879 zog der Verein in den Stradey Park, wo üblicherweise Cricketpartien gespielt wurden. Das erste Spiel im Stradey Park fand am 29. November 1879 gegen Neath, den ältesten Rugbyclub Wales’, statt. Bis zum Jahr 1884 wechselte das Team häufiger die Trikotfarben, bis man bei Scharlachrot (engl. „scarlet“) blieb. Seitdem ist Llanelli als „The Scarlets“ bekannt.
Llanelli hat in seiner Geschichte gegen zahlreiche Nationalmannschaften, darunter Australien, Neuseeland und Südafrika, gespielt und diese bis auf Südafrika auch geschlagen. Der Club bereiste unter anderem Deutschland, Frankreich und die USA, um dort Spiele gegen Vereine und Auswahlmannschaften der Länder zu bestreiten. 14 Spieler des Clubs haben es in den Kader der British and Irish Lions geschafft, 18 wurden zu Kapitänen der walisischen Nationalmannschaft.
2003 entschied sich die Welsh Rugby Union dazu, fünf regionale Teams zu bilden, die jeweils aus den bestehenden Vereinen zusammengesetzt wurden. Der Llanelli RFC ist seitdem Teilbesitzer der Scarlets.
Seit dem Jahr 2008 spielt man im Parc y Scarlets. Ab der Saison 2009/10 wird der Verein am British and Irish Cup, einem Wettbewerb für zweitklassige Vereine, teilnehmen.

## Erfolge
- Welsh Premier Division: 1993, 1999, 2002, 2011
- walisischer Pokalsieger: 1973, 1974, 1975, 1976, 1985, 1988, 1991, 1992, 1993, 1998, 2000, 2003, 2005

## Bekannte ehemalige Spieler
| - Phil Bennett - Ieuan Evans - Rhys Gabe - Ray Gravell - Clive Griffiths - Carwyn James - Barry John | - Dafydd Jones - Ivor Jones - Mark Jones - Robin McBryde - Dwayne Peel - Derek Quinnell - Scott Quinnell | - Clive Rowlands - Keith Rowlands - Mark Taylor - Delme Thomas - Watcyn Thomas - John James Williams - Rhys Williams |